# Saunaluodot
Saunaluodot är en ö i Finland. Den ligger i sjön Haukivesi och i kommunen Rantasalmi i den ekonomiska regionen  Nyslotts ekonomiska region  och landskapet Södra Savolax, i den sydöstra delen av landet, 280 km nordost om huvudstaden Helsingfors. Öns area är 1,4 hektar och dess största längd är 270 meter i öst-västlig riktning.  Notera att namnet antyder att det är fråga om flera öar.